# Merzisch
Merzisch (englisch Mercian; auch Mercisch, Südhumbrisch) war ein angelsächsischer (altenglischer) Dialekt, der im Königreich Mercia gesprochen wurde. Seine Verbreitung reichte im Osten bis zur Grenze Ostangliens, im Westen bis nach Wales und im Norden bis Staffordshire, während die Sprachgrenze im Süden bei Oxfordshire und Gloucestershire lag. 